# Чапчельда
Чапчельда — река в России, протекает в Чернушинском и Бардымском районах Пермского края. Устье реки находится в 96 км по левому берегу реки Тулва. Длина реки составляет 14 км, площадь водосборного бассейна 48,5 км². В 5 км от устья принимает слева реку Кармановка.
Исток реки в южной части Тулвинской возвышенности западнее горы Капканская (393 м НУМ) в 6 км к северо-западу от деревни Капкан. Исток и первые километры течения находятся в Чернушинском районе, среднее и нижнее течение — в Бардымском. Река течёт на север и северо-запад, протекает деревни Кармановка и Амировка. Притоки — Малая Чапчельда и Кармановка (оба — левые). Впадает в Тулву западнее села Печмень.

## Данные водного реестра
По данным государственного водного реестра России относится к Камскому бассейновому округу, водохозяйственный участок реки — Кама от Камского гидроузла до Воткинского гидроузла, речной подбассейн реки — бассейны притоков Камы до впадения Белой. Речной бассейн реки — Кама.
По данным геоинформационной системы водохозяйственного районирования территории РФ, подготовленной Федеральным агентством водных ресурсов:
- Код водного объекта в государственном водном реестре — 10010101012111100014646
- Код по гидрологической изученности (ГИ) — 111101464
- Код бассейна — 10.01.01.010
- Номер тома по ГИ — 11
- Выпуск по ГИ — 1